# Croce aristata
Croce aristata är en insektsart som först beskrevs av Johann Christoph Friedrich Klug 1838.  Croce aristata ingår i släktet Croce och familjen Nemopteridae. Inga underarter finns listade i Catalogue of Life.